# Alfred Einstein
Alfred Einstein (Munique, 30 de dezembro de 1880 — El Cerrito, 13 de fevereiro de 1952), foi um musicólogo e crítico musical alemão.

## Biografia
Alfred Einstein nasceu numa família de comerciantes de Munique e era parente afastado do físico Albert Einstein. Estudou Direito, mas dedicou toda a sua vida à musicologia. Obteve o seu título de Doutor na Universidade de Munique com uma tese sobre a viola da gamba nos séculos XVI e XVII.
Em 1927 torna-se crítico musical para o Berliner Tageblatt. Em 1933, com a subida ao poder de Hitler, deixa a Alemanha Nazi, e emigra em primeiro lugar para a Inglaterra e a Itália, antes de se estabelecer definitivamente nos Estados Unidos da América em 1939, onde dá aulas em numerosas universidades, incluindo o Smith College, a Universidade de Columbia, a Universidade de Princeton, a Universidade do Michigan e a Hartt School of Music em Hartford (Connecticut).
Casou com Berta Heuberger, de quem teve uma filha: Eva Einstein (5 de dezembro de 1910 em Munique - † 23 de novembro de 2005 em Orinda, Califórnia), que se encarregou de ordenar o legado dos seus pais e o doou à Universidade da Califórnia em Berkeley.

## Obra
Publicou numerosos livros, especialmente biografias de compositores famosos. Também editou obras de compositores diversos. Foi um dos redactores mais conhecidos da Zeitschrift für Musikwissenschaft, da qual foi redactor-chefe de 1918 até ao seu exílio em 1933.
Escreveu histórias da música diversas, incluindo uma "Breve História da Música" (1917), e uma "A Grandeza em Música" (1941).
A sua biografia de Mozart e a profunda reforma do catálogo das obras deste compositor feita por Ludwig von Köchel (o famoso Köchel-Verzeichnis do século XIX) são grande marcos na história da musicologia do século XX.
Um dos grandes méritos de Einstein consiste em ter sabido escrever para pessoas interessadas pela música, mas não especialistas. Por isso a sua obra é frequentemente citada. As suas biografias e ensaios caracterizam-se por juízos pessoais e atrevidos, que lhes conferem um contínuo interesse.